# Étoile Nord-Africaine
Étoile Nord-Africaine (oversat: Nordafrikas stjerne (ENA)) var en tidlig algerisk nationalistisk organisation, der bliver betegnet som forløberen for Algeriets Nationale Befrielsesfront (FLN), som kæmpede mod Frankrig i Den algeriske uafhængighedskrig (1954-1962). 
Organisationen blev dannet i 1926 af den nationalistiske politiker Messali Hadj, og ønskede opstand mod det franske styre i landet, og total uafhængighed. Organisationen havde i starten en stærk forbindelse til det algeriske kommunistparti, indtil 1930'erne hvor forbindelsen blev brudt, eftersom det franske kommunistparti, som det algeriske kommunistparti var en del af, mente at Algeriet ikke var modent nok til at blive uafhængig. 
ENA blev splittet i 1937. To måneder efter splittelsen dannede Messali Hadj Parti du Peuple Algerien. 
| Politisk parti | Spire Denne artikel om et politisk parti eller gruppe er en spire som bør udbygges. Du er velkommen til at hjælpe Wikipedia ved at udvide den. |